# ثانوس (عالم مارفل السينمائي)
ثانوس هو شخصية خيالية جسدها بشكل أساسي جوش برولين في عالم مارفل السينمائي (MCU)، تستند إلى شخصية الشرير الخارق في قصص مارفل المصورة التي تحمل نفس الاسم. يُصوَّر على أنه أمير حرب فضائي من كوكب تيتان المَنكوب، ولديه أجندة تمتد عبر الكون لمسح نصف كل أشكال الحياة بهدف تحقيق الاستقرار السكاني ومنع ما يعتبره الانقراض الحتمي للحياة.
لتحقيق ذلك، يسعى للحصول على الأحجار اللانهاية الستة، وهي جواهر كونية تمتلك القدرة على تحقيق هدفه. بمساعدة أطفاله بالتبني، يقاتل ثانوس ضد المنتقمين، حراس المجرة، وحلفائهم، وفي فيلم الحرب اللانهائية ينجح في جمع الأحجار ويمحو نصف كل أشكال الحياة في الكون في حدث يُعرف باسم "الإبادة". بعد أن يهرب إلى "الحديقة" ويدمر الأحجار، يعثر عليه المنتقمون الناجون ويواجهونه، ويقوم ثور بقتله فورًا بعد أن يكشف أن فعله لا رجعة فيه. بعد خمس سنوات، تسافر نسخة بديلة لثانوس من عام 2014 عبر الزمن إلى عام 2023 لقتال المنتقمين مرة أخرى، لكنه يُقتل على يد توني ستارك.
يُعتبر ثانوس شخصية محورية في الـ 23 فيلمًا التي تشكل ملحمة اللانهاية في عالم مارفل السينمائي، حيث ظهر في خمسة من هذه الأفلام، وأبرزها كونه الخصم الرئيسي في كل من المنتقمون: الحرب اللانهائية (2018) والمنتقمون: نهاية اللعبة (2019). تظهر عدة نسخ من ثانوس من واقع بديل في أكوان مارفل المتعددة في نهاية اللعبة، وفي مسلسل الرسوم المتحركة على منصة ديزني+ ماذا لو...؟ (2021–2024)، وفيلم المرحلة الرابعة دكتور سترينج في جنون الكون المتعدد (2022).
تغيّرت هيئة ثانوس بشكل كبير على مدار ظهوره، حيث سمحت التطورات في تقنيات الصور المولدة بالحاسوب والتقاط الحركة بتحسين التقاط ملامح وجه برولين. أُبتُكر تطبيق جديد لالتقاط تعابير الوجه يُسمّى "Masquerade" خصيصًا لفيلمي الحرب اللانهائية ونهاية اللعبة باستخدام التعلم الآلي. حظيت الشخصية بإشادة النقاد والمعجبين على حد سواء، وحصل برولين على عدة جوائز عن أدائه. يُنسب إلى ثانوس غالبًا كونه أحد أفضل الأشرار في عالم مارفل السينمائي، وكذلك واحدًا من أعظم الأشرار في تاريخ السينما. بعد ظهوره في الحرب اللانهائية، أصبح شخصية بارزة في الثقافة الشعبية والميمات، وظهر في مجموعة متنوعة من الوسائط الأخرى.

## السيرة الخيالية للشخصية
تجري قصة ثانوس في كون الأرض-616 ضمن عالم مارفل السينمائي. تتضمن السيرة الخيالية أدناه أحداثًا وقعت لثانوس في أكثر من خط زمني واحد داخل الأرض-616، بالإضافة إلى أحداث وقعت له في عدة أكوان أخرى.

### الحياة المبكرة
وُلد ثانوس قبل ما يقرب من 1000 عام على كوكب تايتان لوالده ألارس، مع شقيقه إيروس. اعتبر ثانوس أن نمو سكان تايتان غير قابل للاستدامة، فاقترح قتل نصف السكان بشكل عشوائي. غير أن شعبه رفض الفكرة، فقُضي عليه لاحقًا. مع مرور الوقت، تحققت نبوءة ثانوس، وأصبح هو وإيروس الناجين الوحيدين.

### موازنة الكون
بدافع إيمانه بوجوب موازنة الكون من خلال القضاء على نصف سكانه، بدأ ثانوس حملات غزو تضمنت إبادة نصف سكان الكواكب، ليصبح مرهوبًا وقويًا، ويسيطر على جيوش مختلفة. عقد تحالفات مع "ذا أوذر" ورونان المهلك، كما تبنّى أطفالًا أيتامًا من الكواكب التي غزاها، ومن بينهم غامورا ونبيولا، مع اعتباره للأولى المفضلة لديه. في النهاية، قرر الحصول على أحجار اللانهاية بعد أن أدرك أنه يمكنه استخدامها لإبادة نصف الحياة في الكون. حصل على حجر العقل ووضعه في صولجان.
في عام 2012، أُمر "ذا أوذر" بتكوين تحالف مع لوكي، وزوّده بالصولجان وجيش الشيتاوري للحصول على حجر الفضاء من المكعب الكوني عبر غزو الأرض. بعد هزيمة لوكي على يد المنتقمين وفقدان حجر العقل، أبلغ "ذا أوذر" ثانوس بفشل الهجوم. في عام 2014، عثر ثانوس على حجر القوة وأرسل رونان وغامورا ونيبولا لاستعادته. لكنهم خانوه: انضمت غامورا إلى حراس المجرة، بينما استولى رونان على الحجر وقرر قتل ثانوس بعد تدمير زاندر، في حين تحالفت نبيولا مع رونان. هزم حراس المجرة رونان وتركوا حجر القوة لدى قوات نوفا. في عام 2015، وصل ثانوس إلى نيدافلير وأجبر الأقزام على صنع القفاز الأبدي ليحتوي على الأحجار الستة، مخططًا لجمعها بنفسه.

### حادثة الاختفاء (The Blip) والموت
في عام 2018، دمّر ثانوس وأبناؤه كوكب زاندر لاستعادة حجر القوة. بعد ذلك بوقت قصير، اعترضوا سفينة تقل لاجئين من آسغارد بعد تدمير عالمهم. قتل ثانوس نصفهم وأخضع ثور ثم تركه في الفضاء. حاول لوكي مبادلة المكعب الكوني لإنقاذ ثور، لكنه خانه فقُتل. يهاجم هالك ثانوس لكن يتغلب ثانوس عليه فيرجعه هيمدل قبل ان يموت إلى الأرض. يحصل ثانوس على حجر الفضاء من المكعب ثم يأمر أبناءه باستعادة حجر العقل وحجر الزمن من الأرض قبل الاجتماع معه على تايتان.
يسافر ثانوس إلى نووير ويحصل على حجر الواقع من الجامع. حاول حراس المجرة منعه، لكنه استخدم الحجر لهزيمتهم وأسر غامورا وأجبرها على كشف موقع حجر الروح، فتوجها إلى فورمير، حيث أخبرهما الحارس يوهان شميت أن الحصول على الحجر يتطلب التضحية بمن يحب فيضحّي ثانوس بغامورا ليحصل على الحجر.
عند وصوله إلى تايتان متوقعًا لقاء أحد أبنائه، واجه ستيفن سترينج وعلم ان ماو قد مات ثم هاجمه توني ستارك وبيتر باركر وعدد من حراس المجرة. نجحوا مؤقتًا في تثبيطه لمحاولة نزع القفاز، لكن حين علم بيتر كويل بمقتل غامورا، هاجم ثانوس، مما سمح له بالتحرر والتغلب عليهم. كاد يقتل ستارك، لكن سترينج عرض عليه حجر الزمن مقابل إنقاذ حياته.
انتقل ثانوس بعدها إلى واكاندا في الأرض وواجه مقاومة من المنتقمين – بروس بانر، ستيف روجرز، سام ويلسون، جيمس رودس، ناتاشا رومانوف، باكي بارنز، تي شالا، وغروت. بعد هزيمتهم سريعًا، توجّه إلى فيجن لكن واندا ماكسيموف تدمر حجر العقل. يستخدم ثانوس حجر الزمن لإعادته فاستعاد الحجر، مما أدى إلى مقتل فيجن. بذلك أصبح يملك الأحجار الستة جميعًا لكن ثور طعنه في صدره بفأس "ستورم بريكر". رغم ألمه، تمكن ثانوس من طرق أصابعه، مدمّرًا نصف الحياة في الكون.
بعد أن أكمل مهمته، انتقل إلى "الحديقة" ليستريح. بعد 23 يومًا، باغته الناجون من المنتقمين مع روكيت وكارول دانفرز. خططوا لاستخدام الأحجار لعكس ما فعله ثانوس، لكنهم اكتشفوا أن ثانوس دمّر الأحجار مسبقًا لمنع استخدامها مرة أخرى. غضب ثور فقطع رأسه.

### الإرث داخل Earth-616
كان لأفعال ثانوس أثر كوني، حيث عمل المنتقمون الباقون على التخفيف من الأضرار إلى أن تمكنوا من عكس ما فعله بعد خمس سنوات في عام 2023. عانت ماكسيموف من صدمة نفسية بسبب مقتل فيجن، ما أدى إلى انهيارها وخلقها لواقع زائف.
أخبرت آجاك قائدة الأبديون، إيكاريس أن الطمس أجّل حدثًا كارثيًا يُسمى الانبثاق، مما أنقذ العديد من الكواكب من الدمار. لكن بعد أن عكس المنتقمون الاختفاء، استمر الانبثاق. رأت آجاك أن الأرض تستحق الإنقاذ وجندت الأبديين لإيقافه، وهو ما تحقق بنجاح.
كما أدى عودة السكان المفاجئة إلى آثار اجتماعية واقتصادية، حيث عمل مجلس إعادة التوطين العالمي (GRC) على دمج السكان الذين عادوا. نشأت صراعات اجتماعية، إذ اعتقدت جماعات مثل "كاسري الأعلام" أن أفكار ثانوس صحيحة. شعروا أن الحياة كانت أفضل أثناء الاختفاء، فلجؤوا إلى الإرهاب ضد المجلس معتبرين أنه يفضّل العائدين على الناجين. إضافة إلى ذلك، أصبحت عبارة "ثانوس كان على حق" منتشرة في الثقافة الشعبية، تُرى في الجداريات وتُستغل في السلع التجارية.

### معركة مجمع المنتقمين
في عام 2023، خطط الناجون من الاختفاء لاستخدام عالم الكم للسفر عبر الزمن من أجل استعادة الأحجار. اكتشف ثانوس-2014 أمر الاختفاء بعد أن رُبطت زرعات نبيولا-2014 الآلية بذاكرة نبيولا-2023، كاشفةً عن أحداث المستقبل. فأمر نبيولا-2014 بانتحال شخصية نظيرتها والسفر إلى 2023 لاستدعائه وجيشه عبر عالم الكم.
وصل ثانوس-2014 بسفينته الحربية ودمّر مجمع المنتقمين. وبينما كان جيشه يبحث عن الأحجار، اشتبك ثانوس مع ستارك وروجرز وثور، وخلال المعركة قرر تدمير كل الحياة وإعادة خلقها ليكونوا شاكرين. هزم ستارك وثور، ولم يبق سوى روجرز. عندها استدعى جيوشه، لكن حلفاء المنتقمين الذين تمت استعادتهم وصلوا واندلعت المعركة النهائية. كادت ماكسيموف أن تقتله، لكنه أمر سفينته بقصفهم لإنقاذه. هزم دانفرز وروجرز وثور وستارك وبعد صراع، حصل على "قفاز نانو ستارك"، لكن ستارك خدعه ليضع الأحجار بنفسه. عندها طرق ستارك أصابعه، مسببًا الاختفاء لثانوس وجيشه، مما أدى إلى موته.

## نسخ أخرى
تظهر نسخ متعددة من ثانوس في عوالم بديلة ضمن الأكوان المتعددة الخاصة بعالم مارفل السينمائي.

### الانضمام إلى فريق الرافاجرز
في واقع بديل، يتمكن ستار-لورد تي شالا من إقناع ثانوس بالانضمام إلى الرافاجرز من خلال إقناعه بوجود طرق أخرى للحفاظ على الموارد. في عام 2008، يشارك ثانوس في مهمتهم ضد الجامع، حيث يقاتل حلفاءه السابقين، جماعة النظام الأسود. يواجه ثانوس صعوبة في القتال، لكن نبيولا تساعده، ويتمكنان معًا من هزيمة قواته.

### عوالم أخرى
- في عام 2018 بديل، يصل ثانوس إلى الأرض في واكاندا ومعه قفاز اللانهاية شبه مكتمل، لكنه يُصاب بفيروس كمي ويتحول إلى زومبي.
- في واقع بديل آخر، يصل ثانوس إلى الأرض لاستعادة حجر العقل بعد جمعه بقية أحجار اللانهاية، لكنه يُقتل سريعًا على يد أولترون.
- في واقع منفصل، يُقتل ثانوس على يد غامورا التي تستولي على موقعه كزعيمة حرب، بالإضافة إلى درعه وسيفه. كان ثانوس قد أرسل غامورا لملاحقة توني ستارك عقب معركة نيويورك، لكن ستارك تمكن من إقناعها بخيانة والدها وساعدها على قتله.
- في الأرض-838، يُقتل ثانوس على كوكب تيتان على يد جماعة المتنورين، الذين يستخدمون كتاب فيشانيتي لاختراقه بسيفه المزدوج.
- في واقع بديل آخر، يُقتل ثانوس مع غامورا على يد رونان، بينما تتمكن نبيولا من الهرب من ظله وتنضم إلى قوات نوفا.
- في واقع بديل آخر، وعندما يقترب ثانوس من غامورا صغيرة السن، تصل هيلا مع جيوش أسغارد وجماعة الخواتم العشر لإيقافه.
- في عام 2018 بديل، انطلق ثانوس في سعيه للحصول على أحجار اللانهاية. وعندما وصل إلى واكاندا، واجهه ستيف روجرز واشتبك معه. غير أن روجرز ضرب درعه بحجر الزمن، مما نقله إلى مكان آخر.
- نسخة بديلة من ثانوس سُجنت من طرف دكتور سترينج المتفوق ليُضحّى بها في خطته. وعند إطلاق سراحه من طرف كابتن كارتر، هاجم ثانوس كلًا من كارتر وكاهوري، لكنه تحلل على يد كيلمونغر-اللانهائي باستخدام مجموعته الخاصة من أحجار اللانهاية.
- في خط زمني بديل حيث استضاف ثور حفلة على الأرض وتزوج هاورد البطة ودارسي لويس، كان ثانوس من بين الكائنات الفضائية التي تطارد بيضة الزوجين غير المفقوسة على جوتنهايم (مع أنه تورط في المطاردة بدايةً لاعتقاده أن الأمر يتعلق بأحجار الانهاية)، إلى أن تحولت البيضة إلى ذهب وأطلقت طاقة كونية صعقت المطاردين (بما فيهم ثانوس).
- في واقع بديل، يمتلك ثانوس قوى ولفرين.